# Роб Кросс

Роб Кросс (англ. Rob Cross, нар. 21 вересня 1990) — англійський професійний гравець у дартс, чемпіон світу з дартсу PDC 2018 року.

## Кар'єра в BDO
Роб Кросс розпочав брати участь у змаганнях BDO у 2015 році.

## Кар'єра в PDC
Титул чемпіона світу PDC (2018) Кросс здобув на своєму дебютному чемпіонаті світу. У фіналі змагань, які він розпочав як номер 20 рейтингу PDC Order of Merit, Роб Кросс з рахунком 7-2 переміг іншого англійського гравця Філа Тейлора. Вигравши свій перший чемпіонат світу, він вперше у кар'єрі отримав номер 3 рейтингу PDC Order of Merit. У 2019 і 2021 році Кросс став чемпіоном Європи з дартсу (PDC).
У 2020 році в парі з Майклом Сміт представляв Англію у фіналі Кубка світу з дартсу PDC серед збірних команд.

## Особисте життя
Роб Кросс був електриком перед тим як стати гравцем-професіоналом в дартс. Має прізвисько "Voltage" (англ.) яке нагадує про його колишню професію.